# LOC124220
LOC124220‏ (Zymogen granule protein 16B) هوَ بروتين يُشَفر بواسطة جين LOC124220 في الإنسان.